# 443

## Събития
- Войските на хуните, водени от Атила, достигат Константинопол и принуждават византийския император Теодосий II да сключи мир